# Lafage-sur-Sombre
 Lafage-sur-Sombre  (en occitano La Faja) es una comuna  y población de Francia, en la región de Lemosín, departamento de Corrèze, en el distrito de Tulle y cantón de Lapleau.
Su población en el censo de 2008 era de 119 habitantes.
No está integrada en ninguna Communauté de communes.

## Demografía
| 139 | 207 | 158 | 162 | 159 | 116 | 119 |
| Para los censos de 1962 a 1999 la población legal corresponde a la población sin duplicidades (Fuente: INSEE [Consultar]) |     |     |     |     |     |     |